# Кенасса в Харькове
Харьковская кенасса — культовое сооружение караимов, памятник архитектуры конца XIX века.
Первая харьковская кенасса появилась в 1853 г. в Подольском переулке, в бывшем доме Измайловых. Молитвенный дом караимов был утверждён правительством в 1873 году. На постройку отдельного здания караимской кенассы внесли средства 36 караимских семей. Современная кенасса была заложена 18 августа 1891 года, а освящена 24 ноября 1893 года. Здание было возведено по проекту архитектора Б. С. Покровского на углу Подольского переулка (бывшая ул. Гамарника) и Кузнечной улицы. 
Газзаном Харьковской караимской кенасы в 1871 году стал Султанский Моше Маркович. С 1899 года по март 1917 года старшим газзаном кенасы был газзан Фенерли Мордехай Элиезерович. С лета 1917 года до закрытия кенасы в 1929 году настоятелем караимской кенассы был газзан Шамаш Яков Борисович.
Караимская община была распущена советской властью в 1929 г., а в здании кенассы обосновался клуб-музей «Воинствующий безбожник». Позже в здании располагалась транспортная организация. В советское время внешний вид здания претерпел изменения: внутреннее пространство было разделено на два этажа, в связи с чем изменены форма окон и добавлены окна второго этажа, исчезли украшавшие карниз Скрижали Завета, а также ограда вокруг здания.
В 2006 году кенасса была возвращена караимской религиозной общине, благодаря стараниям её председателя В. Г. Иванова.
31 марта 2022 года здание кенассы было повреждено в ходе боёв за город, о чём 8 июля сообщила Объединённая еврейская община Украины.

## Газзаны
- Капон Авраам, исполняющий обязанности газзана (1863)
- Султанский Моше Маркович (1871)
- Фенерли́ Мордехай Элиезерович (1899—1917)
- Шама́ш Яков Борисович (1917—1929)